# Ludvík Vébr
Ludvík Vébr (Prága, 1960. április 20. –) olimpiai bronzérmes cseh evezős, kormányos.

## Pályafutása
Az 1976-os montréali olimpián 16 évesen kormányos kettesben Oldřich Svojanovský és Pavel Svojanovský testvérpár kormányosaként bronzérmet szerzett.

## Sikerei, díjai
- Olimpiai játékok
  - bronzérmes: 1976, Montréal (kormányos kettes)